# Aristide Leonori
Aristide Leonori, född 28 juli 1856 i Rom, död 30 juli 1928 i Rom, var en italiensk arkitekt. I Rom har Leonori bland annat ritat Cappella della Nostra Signora del Sacro Cuore (1888–1890) i Sant'Andrea della Valle samt kyrkobyggnaderna San Patrizio a Villa Ludovisi, San Giuseppe al Trionfale, Santa Croce a Via Flaminia och Sacro Cuore di Gesù a Via Piave.

## Bilder
| - Cappella della Nostra Signora del Sacro Cuore i Sant'Andrea della Valle. |